# Frank Clark (giocatore di football americano)
Frank Clark (Bakersfield, 14 giugno 1993) è un giocatore di football americano statunitense che milita nel ruolo di defensive end per i Seattle Seahawks della National Football League (NFL).

## Carriera universitaria

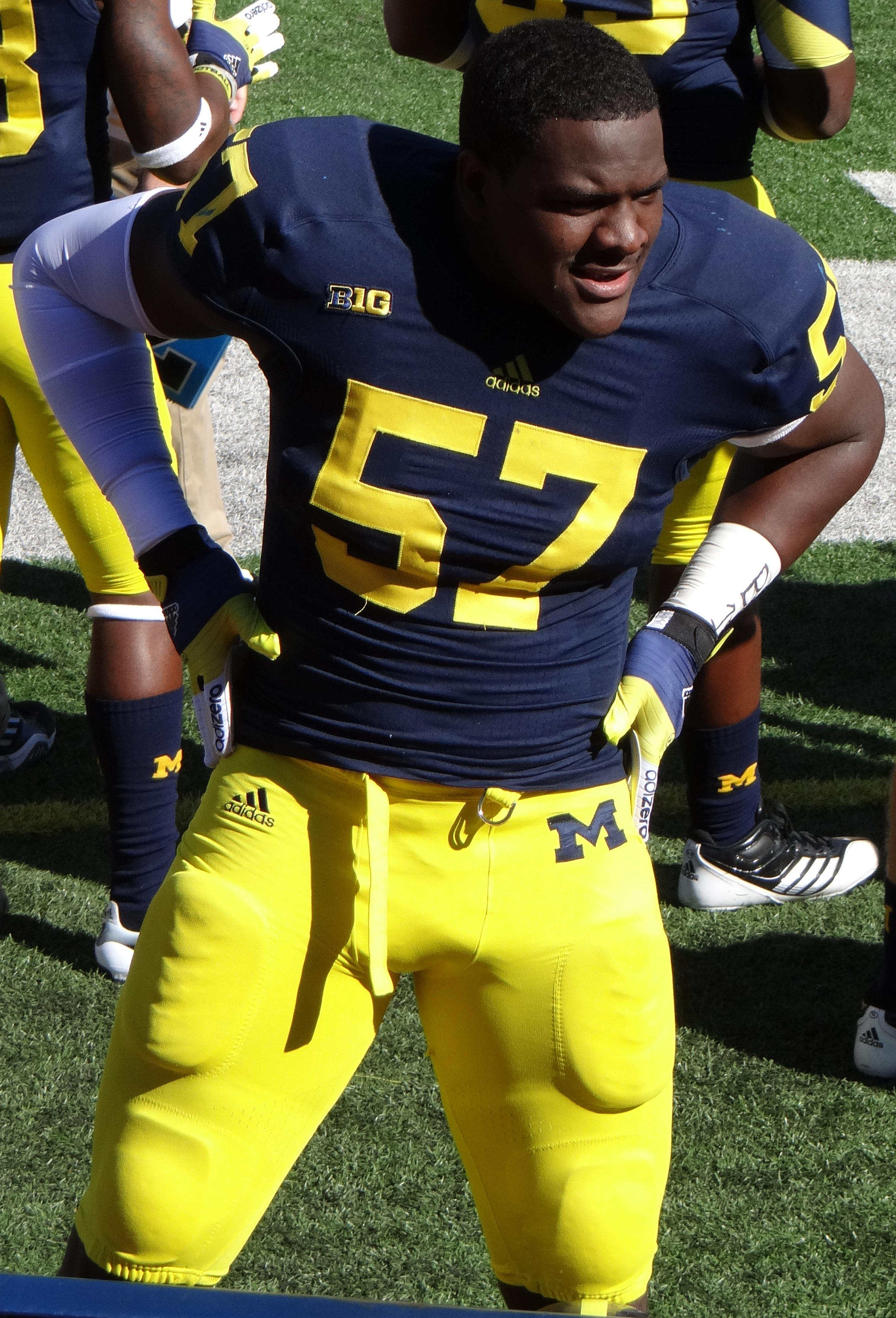
Clark al college nel 2012

Al college, Clark giocò a football coi Michigan Wolverines dal 2011 al 2014. Nella sua prima stagione mise a segno un intercetto che diede il via a uno dei due touchdown di Michigan nello Sugar Bowl del 3 gennaio 2012. L'anno seguente fu sospeso per la prima gara della stagione contro Alabama dopo essere stato accusato (e in seguito dichiarato colpevole) di invasione di domicilio e furto di un MacBook Air. Gli fu concesso di tornare ad allenarsi poche settimane dopo. Clark avrebbe rischiato un massimo di 15 anni di prigione di pena e una multa di 3.000 dollari ma in base allo "Holmes Youthful Trainee Act", se la cavò con la libertà vigilata. Sul campo di gioco, mise a segno un sack in ognuna delle ultime due gare della stagione contro Iowa e Ohio State.
Nei suoi primi due anni a Michigan, Clark aumentò di circa 27 kg, senza che la cosa avesse sembrato togliergli rapidità. Il 21 settembre mise a segno 1,5 sack contro Connecticut, uno dei quali risultò decisivo perché i Wolverines si portassero in vantaggio 24–21. Altri due li fece registrare contro Penn State il 12 ottobre, gara in cui recuperò anche un fumble che ritornò in touchdown. Al termine della stagione regolare, fu inserito nella seconda formazione ideale della Big Ten Conference. Domenica 16 novembre 2014, Clark fu arrestato per violenza domestica, venendo cacciato dalla squadra.

## Carriera professionistica

### Seattle Seahawks

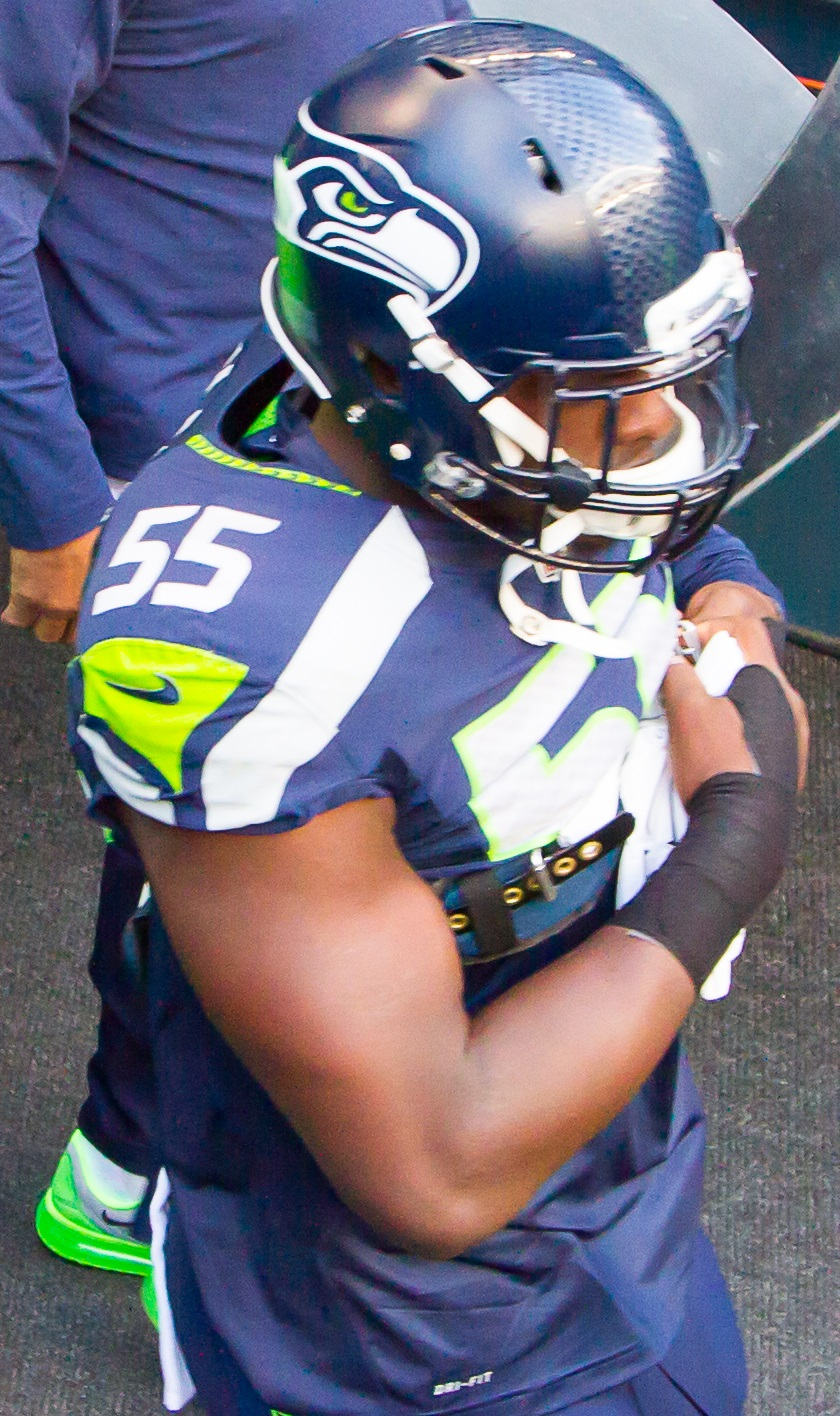
Clark con i Seahawks nel 2015

Clark fu scelto nel corso del secondo giro (63º assoluto) del Draft NFL 2015 dai Seattle Seahawks. Debuttò come professionista subentrando nella gara del primo turno contro i St. Louis Rams. Nella settimana 12 contro gli Steelers fece registrare il primo sack in carriera ai danni di Ben Roethlisberger. Sette giorni dopo disputò la sua miglior prova stagionale pressando Teddy Bridgewater dei Vikings per tutta la partita, terminata con 2 sack e 2 passaggi deviati. Nel turno successivo forzò il suo primo fumble, recuperato dal compagno Bobby Wagner, nella gara contro i Ravens. La sua annata da rookie si chiuse con 16 tackle e 3 sack disputando 15 partite, nessuna delle quali come titolare. Il primo sack nei playoff lo mise a segno su Cam Newton nel secondo turno ma Seattle fu eliminata dai Carolina Panthers.
Nella stagione 2016, Clark si classificò secondo nella squadra con 10 sack, con un massimo di 2 nel secondo turno contro i Los Angeles Rams, disputando 15 partite, di cui le prime 5 in carriera come titolare. Inoltre fece registrare 47 placcaggi e forzò 2 fumble.
Nella vittoria della settimana 8 della stagione 2017, Clark mise a segno due sack su Deshaun Watson degli Houston Texans nella vittoria in rimonta di Seattle. Con altri 2 nel tredicesimo turno giunse a quota 20 in carriera La sua annata si concluse guidando Seattle con 9 sack e disputando per la prima volta tutte le 16 partite, 12 delle quali come titolare.
Nel quinto turno della stagione 2018 Clark mise a segno il primo intercetto in carriera ai danni di Jared Goff dei Los Angeles Rams. Sette giorni dopo, nella gara disputata al Wembley Stadium di Londra, disputò una delle migliori partite stagionali, mettendo a segno 2,5 sack e forzando 2 fumble su Derek Carr nella vittoria sugli Oakland Raiders per 27-3. Per questa prestazione fu premiato come miglior difensore della NFC della settimana. Nell'anticipo dell'undicesimo turno vinto contro i Packers Clark fece registrare due sack su Aaron Rodgers raggiungendo la doppia cifra per la seconda volta in carriera. Con altri due nell'ultimo turno chiuse la stagione regolare con un nuovo primato personale di 14, oltre a 4 fumble forzati.

### Kansas City Chiefs
Il 23 aprile 2019, Clark fu ceduto ai Kansas City Chiefs per una scelta del primo giro del Draft NFL 2019 e una del secondo giro di quello del 2020. Dopo lo scambio firmò un nuovo contratto da 105,5 milioni di dollari, 63,5 milioni dei quali garantiti. Nella prima partita con la nuova maglia mise a segno un intercetto sul quarterback Gardner Minshew nella vittoria sui Jacksonville Jaguars per 40-26. A fine stagione fu convocato per il suo primo Pro Bowl chiudendo con 8 sack e 3 fumble forzati dopo una partenza lenta. Nel divisional round dei playoff Clark fu dominante mettendo a segno 3 sack su Deshaun Watson e contribuendo a far rimontare alla sua squadra uno svantaggio di 24 punti, il maggiore nella storia della franchigia, contro gli Houston Texans. Sette giorni dopo nella finale della AFC fece registrare un altro sack su Ryan Tannehill nella vittoria che riportò i Chiefs al Super Bowl per la prima volta dal 1969. Il 2 febbraio 2020 partì come defensive end destro titolare nel Super Bowl LIV contro i San Francisco 49ers che i Chiefs vinsero per 31-20, conquistando il primo titolo dopo cinquant'anni. Nella finalissima mise a segno un sack su Jimmy Garoppolo e un tackle con perdita di yard degli avversari.
Alla fine della stagione 2020 Clark fu convocato per il suo secondo Pro Bowl (non disputato a causa della pandemia di COVID-19) dopo avere messo a segno 29 placcaggi e 6 sack. Nella finale della AFC mise a segno 2 sack nella vittoria sui Buffalo Bills che qualificò i Chiefs al secondo Super Bowl consecutivo, perso contro i Tampa Bay Buccaneers.
Nel 2021 Clark fu convocato per il terzo Pro Bowl consecutivo al posto di Trey Hendrickson, impegnato nel Super Bowl LVI, dopo avere fatto registrare 4,5 sack.
Il 14 marzo 2022 Clark firmò un rinnovo biennale del valore di 29 milioni di dollari. La sua stagione regolare si chiuse con 5 sack, un fumble forzato e una safety. Nel divisional round mise a referto un sack su Trevor Lawrence salendo a quota 12 nei playoff, il massimo per un giocatore in attività e il terzo di tutti i tempi. Altri 1,5 li fece registrare nella finale della AFC vinta contro i Cincinnati Bengals che lo qualificò al terzo Super Bowl in carriera. Il 12 febbraio 2023, nel Super Bowl LVII vinto contro i Philadelphia Eagles per 38-35, mise a segno un placcaggio, conquistando il suo secondo titolo.
Il 7 marzo 2023 i Chiefs svincolarono Clark dopo che le due parti non raggiunsero un accordo sulla rinegoziazione del contratto.

### Denver Broncos
L'8 giugno 2023 Clark firmó con i Denver Broncos un contratto annuale del valore di 5,5 milioni di dollari. Il 13 ottobre 2023 fu svincolato.

### Ritorno ai Seahawks
Il 26 ottobre 2023 Clark firmó un contratto di un anno per fare ritorno ai Seahawks.

## Palmarès

### Franchigia
- Super Bowl : 2

Kansas City Chiefs: LIV, LVII
- American Football Conference Championship: 3

Kansas City Chiefs: 2019, 2020, 2022

### Individuale
- Convocazioni al Pro Bowl: 3

2019, 2020, 2021
- Difensore della NFC della settimana: 1

6ª del 2018